# Кызыкульский
Кызыкульский — поселок в Минусинском районе Красноярского края в составе Тесинского сельсовета.

## География
Поселок находится примерно в 29 километрах по прямой на восток от города Минусинск на железнодорожной линии Абакан-Тайшет.

## Климат
Климат характеризуется суровой продолжительной зимой с длительными морозами и устойчивым снежным покровом. Средняя температура января −22.4ºС с возможным понижением до −57º С. В отдельные теплые дни теплых зим возможно повышение температуры воздуха до положительных значений. Весна поздняя, короткая, прохладная. Ясная ветреная погода и увеличение продолжительности солнечного сияния способствует быстрому прогреванию и просыханию почвы. Лето наступает в конце мая и продолжается 2.5 месяца. Средняя температура самого теплого месяца июля +16.9º С. Осенний период вдвое продолжительнее весеннего, характеризуется ранними заморозками. Средняя годовая температуры воздуха −3.4º С. Годовое количество осадков — 510 мм. Максимальное за год количество осадков выпадает в июле-августе. Зимний сезон относительно сухой. Устойчивый снежный покров образуется в начале ноября.

## История
Образован поселок в 1961 году при станции железной дороги Абакан-Тайшет.

## Население
| 2010 |
| ---- |
| 25   |

Постоянное население составляло 25 человек в 2010 году.